# Vase des neuf Provinces
Le Vase des neuf provinces est un vase représentant les neuf provinces qui composaient la Belgique jusqu'en 1995. Il est exposé au Grand Curtius à Liège.

## Historique
Il est l'œuvre de Léon Ledru, grand nom de l'Art nouveau, réalisée aux cristalleries du Val-Saint-Lambert pour l’Exposition universelle d'Anvers en 1894. C'est une pièce unique qui représente près de deux mille heures de travail. L'ensemble est constitué de 82 pièces montées sur une structure de 2,25 mètres de haut et pèse 200 kilogrammes.
Le vase des neuf provinces exposé jusqu'alors en vitrine à l'entrée des cristalleries du Val-Saint-Lambert appartenait à la famille d'un ancien directeur des cristalleries.
Les propriétaires décidèrent de le vendre en 2006, lors du salon The European Fine Art Fair de Maastricht. Afin de préserver cette pièce en terre liégeoise, une série de partenaires se mobilisent jugeant primordial d'éviter que cette pièce incarnant le savoir-faire de la région et faisant ainsi partie du patrimoine liégeois ne quitte le pays. Il est alors acheté par les villes de Liège et de Seraing, par la Province de Liège et par la Société Immoval au prix de 320 000 euros. En attendant son installation au Grand Curtius, qui devait ouvrir ses portes en 2009, le vase devait être exposé au Musée du verre du château de Val-Saint-Lambert. Mais, à cause d'un incendie qui ravagea le château, il fut finalement exposé dans la salle du péristyle du palais des Princes-Évêques de Liège jusqu'à son déménagement au Grand Curtius.
En janvier 2017, une procédure de classement comme trésors de la Fédération Wallonie-Bruxelles est ouverte.